# Mykoła Milczew
Mykoła Mykołajowycz Milczew (ukr. Микола Миколайович Мільчев; ur. 3 listopada 1967 r. w Odessie) – ukraiński strzelec sportowy, złoty medalista olimpijski z Sydney.
Specjalizuje się w skeecie. Zawody w 2000 roku były jego pierwszymi igrzyskami olimpijskimi. W konkurencji skeet zdobył złoty medal. Brał udział również w zawodach w 2004, 2008 i 2016 roku. W ostatnich z nich przegrał w pojedynku o trzecie miejsce z Abdullahem Al-Rashidim reprezentującym niezależnych sportowców olimpijskich.

## Igrzyska olimpijskie
| Igrzyska | Miejscowość    | Konkurencja | Kwalifikacje | Kwalifikacje | Półfinał | Półfinał | Finał | Finał   |
| Igrzyska | Miejscowość    | Konkurencja | Wynik        | Pozycja      | Wynik    | Pozycja  | Wynik | Pozycja |
| -------- | -------------- | ----------- | ------------ | ------------ | -------- | -------- | ----- | ------- |
| IO 2000  | Sydney         | Skeet       | 125          | 1. Q         | —        | —        | 150   | złoto   |
| IO 2004  | Ateny          | Skeet       | 121          | 9.           | —        | —        | NQ    | NQ      |
| IO 2008  | Pekin          | Skeet       | 109          | 32.          | —        | —        | NQ    | NQ      |
| IO 2016  | Rio de Janeiro | Skeet       | 122          | 4. Q         | 15       | 1. BM    | 14    | 4.      |